# 15263 Erwingroten
15263 Erwingroten este un asteroid din centura principală de asteroizi.

## Descriere
15263 Erwingroten este un asteroid din centura principală de asteroizi. A fost descoperit pe 13 octombrie 1990 la Tautenburg de Lutz Dieter Schmadel și Freimut Börngen. Asteroidul prezintă o orbită caracterizată de o semiaxă mare de 2,41 ua, o excentricitate de 0,11 și o înclinație de 3,0° în raport cu ecliptica.